# Prone Lugo Asociación Deportiva
El Prone Lugo Asociación Deportiva, conegut per motius de patrocini com Azkar Lugo Fútbol Sala, és un club de futbol sala gallec de la ciutat de Lugo, que juga a la Divisió d'honor de la Lliga espanyola de futbol sala.
Juga els seus partits com a local al Pavillón dos Deportes de Lugo.

## Història
La temporada 2005/06 es proclamà campió de la Recopa d'Europa en guanyar al Boavista FC portuguès a la final per 4-0.

## Palmarès
- 1 Recopa d'Europa: 2005-2006
- 5 Copes Xunta de Galicia: 1998, 2002, 2003, 2006, 2012

## Trajectòria
- Temporades a Divisió d'Honor: 11
- Temporades a Divisió de Plata: 3
- Temporades a Primera Nacional A: 2